# Flexiseps
Flexiseps — рід сцинкоподібних ящірок родини сцинкових (Scincidae). Представники цього роду мешкають на Мадагаскарі та на сусідніх островах.

## Види
Рід Flexiseps нараховує 15 видів:
- Flexiseps alluaudi (Brygoo, 1981)
- Flexiseps andranovahensis (Angel, 1933)
- Flexiseps ardouini (Mocquard, 1897)
- Flexiseps crenni (Mocquard, 1906)
- Flexiseps decaryi (Angel, 1930)
- Flexiseps elongatus (Angel, 1933)
- Flexiseps johannae (Günther, 1880)
- Flexiseps mandokava Raxworthy & Nussbaum, 1993
- Flexiseps melanurus (Günther, 1877)
- Flexiseps meva Miralles, Raselimanana, Rakotomalala, Vences, & Vieites, 2011
- Flexiseps ornaticeps (Boulenger, 1896)
- Flexiseps stylus Andreone & Greer, 2002
- Flexiseps tanysoma Andreone & Greer, 2002
- Flexiseps tsaratananensis (Brygoo, 1981)
- Flexiseps valhallae (Boulenger, 1909)

## Етимологія
Наукова назва роду Flexiseps походить від сполучення слів лат. flexus — верткий, гнучкий і дав.-гр. σηψ — різновид ящірки.